# Bestiolina coreana
Bestiolina coreana is een eenoogkreeftjessoort uit de familie van de Paracalanidae. De wetenschappelijke naam van de soort is voor het eerst geldig gepubliceerd in 2010 door Moon, Lee & Soh.